# Algutsrum (småort)
Algutsrum var före 2015 en av SCB avgränsad och namnsatt småort i Mörbylånga kommun. Vid 2015 års avgränsning klassades den som en del av tätorten Algutsrum.
| Befolkningsutvecklingen i småorten Algutsrum 1990–2010 | Befolkningsutvecklingen i småorten Algutsrum 1990–2010 | Befolkningsutvecklingen i småorten Algutsrum 1990–2010 | Befolkningsutvecklingen i småorten Algutsrum 1990–2010 | Befolkningsutvecklingen i småorten Algutsrum 1990–2010 |
| ------------------------------------------------------ | ------------------------------------------------------ | ------------------------------------------------------ | ------------------------------------------------------ | ------------------------------------------------------ |
|                                                        |                                                        |                                                        |                                                        |                                                        |
| År                                                     |                                                        |                                                        | Folkmängd                                              | Areal (ha)                                             |
| 1990                                                   | 1990                                                   |                                                        | 51                                                     | 11#                                                    |
| 1995                                                   | 1995                                                   |                                                        | 51                                                     | 11#                                                    |
| 2000                                                   | 2000                                                   |                                                        | 55                                                     | 11#                                                    |
| 2005                                                   | 2005                                                   |                                                        | 55                                                     | 11#                                                    |
| 2010                                                   | 2010                                                   |                                                        | 61                                                     | 11#                                                    |
| Anm.: uppgick i tätorten 2015 # Som småort.            |                                                        |                                                        |                                                        |                                                        |